# Traductions médiévales de la Bible
 (juillet 2016).
Les traductions médiévales de la Bible en prose française, c'est-à-dire des Bibles écrites comme celles que nous lisons aujourd'hui et qui ressemblaient aux versions latines au point de pouvoir être prises pour elles, sont peu nombreuses. Souvent, on préférait adapter en vers car cela offrait une grande liberté d'improvisation ou de commentaire. Les premières « vraies » traductions intégrales datent de la fin du XIIIe siècle. Les traductions du Psautier en langues germaniques et romanes comptent parmi les plus anciennes traductions connues (XIIe siècle).

## Chronologie des étapes:Xesiècle-XVesiècle

### Les manuscrits

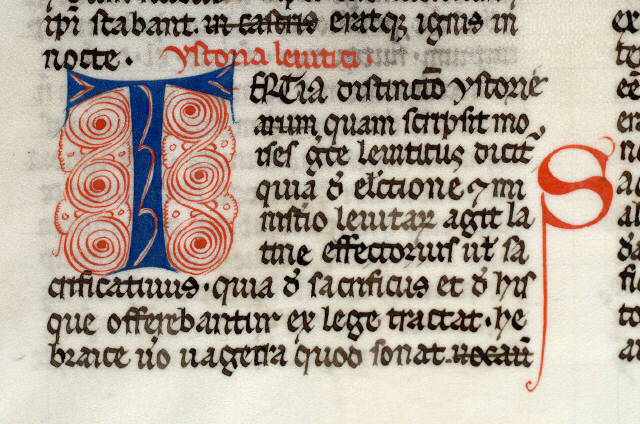
Lettrine du Ms Mazarine 311: Majuscule "T" ornée, texte latin de la Bible (1250).

- Vers 1090, Rashi propose pour la première fois un commentaire de la Bible hébraïque en se servant du champenois, la langue vernaculaire de son temps, pour expliquer les mots hébreux qui le nécessitent. Au même moment se diffuse le poème anglo-normand sur la Bible[1].
- Au début du XIIe siècle, en Angleterre, apparaissent les premières traductions en vernaculaire : ce sont des traductions partielles de la Bible en dialecte anglo-normand[2] : 
  - une traduction en prose du psautier[3] ;
  - Entre 1150 et 1170, est écrit le drame liturgique Le Jeu d'Adam, intitulé originellement Ordo representationis Ade, composé dans la mouvance de la cour d'Henri II Plantagenêt, et traitant de l'Ancien Testament, et plus particulièrement de la Rédemption ;
  - Vers 1190, Herman de Valenciennes est sur le point d’achever sa mise en vers de la première histoire sainte, Li Romanz de Dieu et de sa Mere ;
  - Vers la fin du XIIe où le début du XIIIe, est publié le Poème anglo-normand sur l’Ancien Testament, qui paraphrase en français, une part importante de l’Ancien Testament[4],[5] ;
- En 1179, Pierre Valdès présente au concile de Latran III, sa Bible traduite en franco-provençal et est alors autorisé à prêcher ; mais, dès 1184, il est expulsé de Lyon et excommunié, ce qui disqualifie sa traduction de la Bible[6] ;
- Entre 1230 et 1260 circule une traduction en francien, qu'on appelle aujourd'hui la Bible du XIIIe siècle[7]. Cette compilation de traductions et de commentaires est une œuvre collective, la première Bible en prose, dont les quelques manuscrits anciens qui nous sont parvenus sont incomplets[8].
- Entre 1226 et 1234, Bible de saint Louis ou Bible moralisée de Tolède réalisée pour le roi Louis IX de France, à la demande de sa mère Blanche de Castille[9].
- Entre 1226 et 1250, traduction de Jean Le Bon de l'Université de Paris. Inachevée et poursuivie au XIVe siècle par Jean de Sy et les dominicains Jehan Nicolas, Guillaume Vivien, et Jehan de Chambly.
- Ennte 1292 et 1295, Guyart des Moulins constitue sa Bible historiale, qui est un assemblage des traductions de passages significatifs de la Vulgate de saint Jérôme, accompagnés d'extraits « en prose française » de l'Historia Scholastica de Pierre le Mangeur (vers 1178), et d'un commentaire historique qui résume et interprète les épisodes bibliques. Cette Bible historiale demeure pendant deux siècles la version la plus complète et la référence biblique en vernaculaire ; cependant, le contenu des manuscrits est variable, et des versions successives semblent y ajouter des livres de la Bible absent de la traduction initiale.
- Vers la fin du XIIIe où le début du XIVe, Macé de la Charité, curé de Sancoins, publie une compilation de plusieurs livres bibliques en langue vernaculaire, à destination de l’abbé et d’un moine de Fontmorigny[10] ;
- La Bible de Raoul de Presles est rédigée entre 1375 et 1382 sur l'ordre Charles V et s'appuie largement sur la Bible du XIIIe siècle. À sa mort, en 1382, il avait traduit tout l'Ancien Testament et avait commencé la traduction de l'Évangile de saint Matthieu[11].

### Les imprimés
- 1476, est publié le Nouveau Testament, traduit de la Vulgate et imprimé par Guillaume Le Roy[12] ;

- En 1490, il n’existe pas encore de version complète imprimée, mais, en 1495, Antoine Vérard édite la Bible de Jean de Rély, une reprise de la Bible historiale[1], qui sera maintes fois réimprimée[13], au moins jusqu'en 1545[11].

## Les textes latins traduits

### Les réformes carolingiennes et franciscaines du texte latin
Entre la parution de la Vulgate et le XIIe siècle en France, la Bible est essentiellement lue en latin.
La Réforme de la Vulgate dans l’Empire franc est l’œuvre de Charlemagne et la papauté n’a eu qu’une influence mineure. Le siècle de Charlemagne est celui de l’affrontement et de la dispersion de deux types de manuscrits, ceux émanant d’Angleterre et ceux circulant depuis l’Espagne.
Deux hommes vont incarner cet antagonisme, Alcuin et Théodulfe. Le premier fait venir, en 796, de York, sa ville natale, la bibliothèque que lui a léguée son maître, lui-même disciple de Bède le Vénérable, avec les meilleurs manuscrits de la Vulgate qu’il connaissait. Or ce dernier est l’héritier du travail déjà ancien sur la Bible entrepris auparavant en Angleterre où se développent précocement en Europe les premières traductions en langue vernaculaire du texte latin.
La période carolingienne est donc, avec Alcuin et Théodulfe, la grande période charnière de redécouverte du texte avant la grande réforme franciscaine des textes latins. Il est même important de rappeler qu'avant la réforme carolingienne on ne connaissait le texte que de seconde main. Rappelons enfin que l'éradication des pratiques païennes, dans les provinces bretonnes par exemple, date du IXe siècle[réf. nécessaire].
Entre le XIe et le XIIIe siècle, on raconte la Bible en français. Les romans en vers sont des adaptations versifiées qui expose les faits des héros bibliques. Ces longs poèmes en vers racontent de manière subjective ces aventures. Ils s'adressent à un auditoire laïque, soucieux de divertissement autant que d'instruction, alors que les traductions en prose visent les clercs et religieuses « illettrés » (qui ne lisent pas le latin). Les récits sont parfois elliptiques ou romancés pour en faciliter le souvenir : il s'agit en fait d'une catéchèse. Ainsi, vers 1190, Herman de Valenciennes est sur le point d’achever sa mise en vers de la première histoire sainte, Li Romanz de Dieu et de sa Mere.

### L'Historia Scholasticade Petrus Comestor
En même temps, on « raconte » aussi les histoires de la Bible en latin, c'est-à-dire tout ce que l'on dit (les gloses) sur un verset particulier : c'est le cas du texte de Pierre le Mangeur intitulé Historia Scholastica. C'est une sorte d'Histoire sainte rédigée à l'intention des moines itinérants en guise de pro memoria dans la perspective des disputes qu'ils auraient pu avoir à soutenir avec les hérétiques. Il s'agit de petits opuscules qui traitent de la matière biblique en la divisant en chapitres clairement distingués. Pour chaque personnage, on trouve mention d'une citation de la Glossa ordinaria ou d'un fait d'érudition.
Le texte latin de l'Historia Scholastica, vade-mecum des moines itinérants, premier livre d’histoire (achevé avant 1173) de la main de Petrus Comestor, le Magister in Historiis, s’est imposé jusqu'au XVIe siècle comme référence incontestable et unique encyclopédie à portée de main tant des étudiants que des moines prêcheurs ou des femmes, que l’on peut, à la lumière des belles histoires racontées par Le Mangeur, qualifier de romanesques.
L'influence de Pierre Comestor sur la perception du texte au XIIIe siècle est fondamentale. Son ambition pédagogique trouvera son aboutissement dans deux ouvrages qui vont révolutionner la pensée occidentale, l’Histoire générale d’Alphonse X et la Bible historiale de Guyart des Moulins. Cette dernière servira de base à plus d’une traduction moderne, à commencer par celle tant reconnue de Jean de Rély en 1487, ce dernier s’étant simplement contenté d’y plaquer la division en versets. Alors que, jusqu’au XIIIe siècle, la Bible n’était qu’une collection de livres traduits rangés dans un ordre variable (Samuel Berger a recensé deux cents dispositions différentes), la Bible historiale complétée se lit en chapitres avec, en tête, des rubriques ou des sommaires qui en résument le contenu, conformément à l’usage grec.
Le fait que l'on ait autant besoin de « raconter » suffit à prouver que nombre de clercs n'avaient qu'une connaissance sommaire des textes originaux de la Bible et qu'ils avaient besoin de traductions et de commentaires en français pour leur permettre de travailler leurs références dans le cadre de la prédication. Cela était encore plus utile aux personnes qui n'avaient pas accès au latin (les religieuses en particulier). En outre la lecture de la Bible sans éclairage interprétatif (sans glose) ayant été condamnée au XIe siècle par le pape Alexandre II, pour la mentalité médiévale, les textes bibliques et leurs commentaires sont indissociables.

## La Tradition du texte français

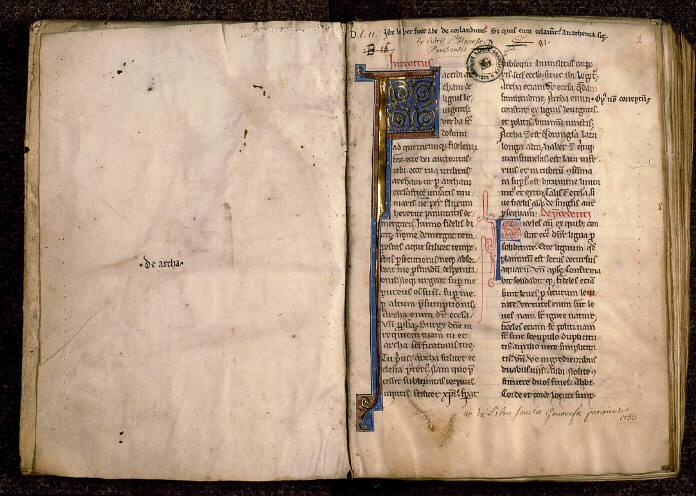
Double page d'un manuscrit de la Bible

### Raconter la Bible en vers:Xesiècle-XIIIesiècle
Le Moyen Âge ne confond pas le récit de transmission et la traduction, et les premiers à s'être intéressés au texte en français (aux alentours du Xe siècle ) ont tout naturellement commencé par raconter le texte. Ils l'ont fait en vers. La démarche étymologique est beaucoup plus tardive et commence au XIIIe siècle. Il y a donc une double méthode de transmission de l'histoire (ou des histoires) de la Bible :
- d'un côté une démarche qui tend à raconter la vérité du texte, dans l'universalité de son message : c'est le sens du récit en vers, des mystères comme Le Jeu d'Adam, c'est tout le sens de la démarche d'évangélisation. C'est une démarche étymologique.
- De l'autre une volonté de restaurer le message historique chrétien et d'en révéler l'adéquation avec le sens de l'Histoire telle qu'elle est enseignée : c'est le sens de la traduction en prose, fidèle jusque dans l'ordre des mots. C'est une démarche archéologique. Ainsi les éditions modernes, lorsqu'elles mettent en note les références aux textes reçus comme « originaux » et empruntés à d'autres confessions, successivement écrits en hébreu biblique comme le Livre d'Esdras, en araméen, en grec, œuvrent en archéologues du sens.

### Traduire en prose

#### XIIIesiècle
Nombreux sont les historiens ou les amateurs d'histoire qui ne comprennent pas le rapport particulier que tout l'Occident entretenait avec la page latine, recueil de la Parole sacrée. Le français, langue vernaculaire, langue de communication courante, n'était pas jugé digne de se hisser à la hauteur de la parole latine. En outre les clercs se méfient des adaptations en langues vernaculaires, susceptibles, pensent-ils, de favoriser les « hérésies ».
C'est ainsi que le début du XIIIe siècle voient de nombreuses interdictions sur les traductions en langue vernaculaire de la Bible : 
- en 1210, à Paris, les autorités ecclésiastiques ordonnent de brûler les livres de théologie écrits en langue vernaculaire (sauf les vies de saints)[7] ;
- en 1211, à Metz, les autorités ecclésiastiques ordonnent de brûler les traductions de livres sacrés[2] ;
- en 1229, le concile de Toulouse défend expressément aux laïcs de lire la Bible en langue vulgaire[2] ;
- en 1231, le concile de Reims décide d'interdire la traduction des livres sacrés « en langue française, comme jusqu'à maintenant »[7] ;
- en 1234, le concile de Tarragone interdit à tous, même au clergé, la possession de traductions bibliques en langues romanes[2] et fait brûler certaines traductions des textes sacrés[17].

Laissant le latin seul occuper ce rôle de langue liturgique, le christianisme occidental n'a pas développé d'autres langues sacrées. De même, il n'y a jamais eu de langue de l'initiation ; au contraire, les évangélisateurs prêchaient la parole dans la langue des barbares. Lorsque saint Patrick convertit les Irlandais, il le fait dans la langue locale et nulle part il n'est dit dans les Dicta Patricii qu'il a parlé latin, grec et hébreu avec les druides des tribus locales.
On estime donc que l'un des virages les plus importants qu'ait connu la pensée occidentale ne réside pas dans la traduction du texte (de l'hébreu biblique ou de l'araméen au grec, au latin puis au français), mais dans le passage du récit de la Bible en vers (qui appartient à la sphère de la fiction) à la ressemblance fidèle de sa traduction en prose, la prose étant gage d'authenticité. La tradition hébraïque a pour coutume de penser que « les anges ont pleuré lorsqu'ils ont appris que la Torah avait été traduite ». Le christianisme, qui n'est pas une religion du Livre mais une religion du Verbe ou de la Parole, se conçoit pleinement et paradoxalement comme une religion du Livre traduit : traduire, c'est transmettre l'universalité du message grâce à l'évangélisation ; c'est la traduction qui a autorisé la diffusion du message et de la Bonne Nouvelle (c'est le sens littéral du mot grec εὐαγγέλιον (euangélion), « évangile »), qu'il contenait. D'ailleurs, les grands textes fondateurs de l'Europe sont tous des traductions, qui sont devenues parfois des originaux seconds, comme le texte de la Vulgate, justement.
Pourtant, la tentation de restaurer le texte, de rendre le texte traduit « digne » de l'original a toujours existé. C'est cependant une démarche paradoxale[pourquoi ?].

#### XIVesiècle
Au XIVe siècle paraissent aussi d'autres types de Bibles en langue vulgaire. Les Bibles des pauvres, composées d'illustrations de scènes du Nouveau Testament en correspondance avec des scènes préfiguratrices de l'Ancien Testament, sont centrées sur le personnage de Marie (de l'Annonciation à son couronnement). La Bible moralisée est composée de cours récits illustrés et accompagnés d'explications allégoriques et morales.

## Les grands chapitres méthodiques de la traduction
De manière générale, l'histoire de la Bible au Moyen Âge se divise en trois grands chapitres : 
- la tradition hérétique
- la tradition versifiée
- la tradition prosaïquePage enluminée de la "bible de Carpentras", traduite en Franco provençal.

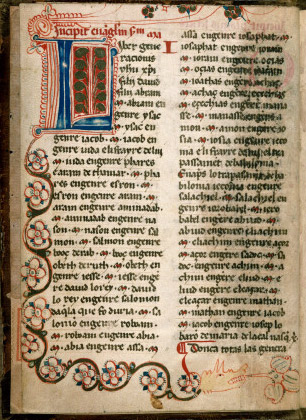
Page enluminée de la "bible de Carpentras", traduite en Franco provençal.

- Au XIIe siècle, condamnés pour hérésie alors que bons catholiques, les membres du mouvement laïc des Pauvres de Lyon diffuse directement la parole de l'évangile[22]. Vers 1170, un marchand lyonnais, Pierre Valdo, fait traduire en franco-provençal, par des clercs, sans doute membres du chapitre cathédral de Lyon, le texte et la glose du Psautier et de plusieurs autres livres de l'Ancien et du Nouveau Testament[22].  Ces prédicateurs itinérants - appelés « barbes » en pays de langue d'oc - utilisent des recueils d'extraits de la Bible en langue vulgaire dont plus d'une centaine d'exemplaires nous sont parvenus, comme la « Bible de Carpentras » (XIVe siècle-XVe siècle)[23].
- Les traditions en vers sont le fait de prêtres de paroisse qui veulent « raconter le texte » aux paroissiens. Le vers rend la chose attrayante et permet des ellipses. Ainsi, Macé de la Charité, curé de Sancoins, raconte-t-il qu'il veut traduire et mettre en vers les exploits des bienheureux pour tous ceux qui n'entendent rien au latin.
- La tradition en prose est plus complexe, puisqu'elle prétend se substituer purement et simplement au texte original (ne fût-ce qu'en lui ressemblant). La tradition officielle des Bibles en prose au Moyen Âge mêle donc sur la même page deux sources : la Vulgate et les enseignements des Maîtres de l'université.

### Traduire en vers
La tradition du Texte est connue en France avant le XIIIe siècle grâce à de nombreux récits en vers de l'histoire sainte. Nous citerons l'exemple du poème anglo-normand sur l'Ancien Testament.
- Macé de La Charité de Cenquoins sur Loire curé[25],[26].
- Herman de Valenciennes[27],[28] et Li romanz de Dieu[29]
- Le poème anglo-normand sur la Bible[30],[31]

### Traduire en prose
Les deux premières Bibles modernes, Bibles en prose, paraissent en France entre 1250 et 1300 : d'un côté la Bible que nous connaissons généralement comme la Bible du XIIIe siècle et de l'autre la Bible historiale de Guyart des Moulins, véritable Bible interpolée en langue vernaculaire, formée de l'agglomération de la traduction du texte de la Vulgate d'un côté et de la traduction de l'Historia Scholastica du Maître en Histoires – Pierre Comestor – de l'autre.
Les traductions françaises de la Bible du XIIIe siècle et de la Bible historiale de Guyart des Moulins ont construit un discours en rupture avec l’original latin, les auteurs ayant réinventé les outils du « bien-dire ».
À partir du moment où le traducteur n’est pas spécifiquement envoyé en mission comme les apôtres l’ont été autrefois, son habilitation à parler du texte ne repose plus que sur son intelligence, qui se confond avec sa vision de l'Histoire. Autrement dit, avec l’apparition entre 1250 et 1300 en France de Bibles en prose vulgaire écrites par des universitaires ou des moines de chapitres, la vérité du texte transmis ne repose plus sur l’intervention de la transcendance qui valide l’expérience, mais sur la raison de certains interprètes qui perçoivent l’unité de la mission pédagogique. Là où autrefois le missionnaire s’appuyait sur la lumière mystique de la révélation pour évangéliser le monde, le clerc, dans un espace déjà chrétien substitue au transcendant l’histoire des hommes qui l’ont précédé dans sa tentative de récit. C’est pourquoi Flavius Josèphe, Jérôme et Pierre Comestor, le Maistre en histoires, sont aussi présents dans le texte de la Bible historiale : le discours invente une véritable tradition chrétienne qui dit, traduit et révèle en même temps.